# Rodrigo Vázquez
Rodrigo Vázquez foi um prelado católico romano que serviu como Bispo Auxiliar de Massa Marittima (1551–1562?).

## Biografia
No dia 18 de fevereiro de 1551, Rodrigo Vázquez foi nomeado durante o papado de Júlio III como Bispo Auxiliar de Massa Marittima e Bispo Titular de Troas. Em 1551, foi consagrado bispo por Giovanni Giacomo Barba, bispo de Teramo. Enquanto bispo, foi o principal co-consagrador de Melchor Cano, Bispo de Islas Canarias (1553); e Francisco Delgado López (bispo), bispo de Lugo (1562).